# Faggiano
Faggiano är en ort och kommun i provinsen Taranto i regionen Apulien i Italien. Kommunen hade 3 499 invånare (2017).